# 箱森町 (栃木市)
箱森町（はこのもりまち）は、栃木県栃木市の地名。郵便番号は328-0075。
　

## 地理
栃木市の中部、栃木地区の北部に位置する。
栃木県道32号栃木粕尾線（インター通り）、栃木県道309号栃木環状線（栃木バイパス）といった幹線道路が通過し、その沿線にイオンシティ栃木など郊外型の大規模商業施設の集積が見られる。また、町内各所において住宅地の造成が進行し、新興住宅地が広がりを見せる。
隣接する地名
- 東 - 大町、小平町、錦町
- 西 - 新井町、泉川町
- 南 - 薗部町、柳橋町、入舟町
- 北 - 野中町、川原田町

河川
- 巴波川

## 歴史
沿革
- 1889年（明治22年）4月1日 - 町村制施行により、栃木県下都賀郡箱森村が栃木町、栃木城内村、小平柳村、沼和田村、片柳村、平井村、薗部村、箱森村、嘉右衛門町、風野村、大杉新田および平柳村の一部と合併し栃木町が成立、栃木町箱森となる。
- 1937年（昭和12年）4月1日 - 栃木町が市制施行し栃木市が成立、栃木市箱森町となる。

## 世帯数と人口
2017年（平成29年）8月31日現在の世帯数と人口は以下の通りである。
| 町丁   | 世帯数    | 人口    |
| ------ | --------- | ------- |
| 箱森町 | 2,219世帯 | 5,455人 |

## 交通

### バス
栃木市営バス
■星野御岳山線・■出流観音線
- 十二社前 - ジャスコ前

蔵の街観光バス
■市街地北部循環
- (11) 箱森町入口 - (12) カワチインター店前 - (13) ジャスコ - (14) 栃木警察署前

### 道路
主要地方道
- 栃木県道32号栃木粕尾線（インター通り・鍋山街道）
- 栃木県道37号栃木粟野線（粟野街道）
- 栃木県道75号栃木佐野線（皆川街道）

一般県道
- 栃木県道309号栃木環状線（栃木バイパス）

## 小・中学校の学区
市立小・中学校に通う場合、学区は以下の通りとなる。
| 地区 | 小学校                                          | 中学校               |
| ---- | ----------------------------------------------- | -------------------- |
| 西部 | 栃木市立栃木中央小学校 / 栃木市立栃木第三小学校 | 栃木市立栃木西中学校 |
| 東部 | 栃木市立栃木中央小学校 / 栃木市立栃木第三小学校 | 栃木市立栃木東中学校 |